# العلاقات المارشالية اللاوسية
العلاقات المارشالية اللاوسية هي العلاقات الثنائية التي تجمع بين جزر مارشال ولاوس.

## مقارنة بين البلدين
هذه مقارنة عامة ومرجعية للدولتين:
| وجه المقارنة                                              | جزر مارشال                     | لاوس        |
| --------------------------------------------------------- | ------------------------------ | ----------- |
| المساحة (كم2)                                             | 181                            | 236.80 ألف  |
| عدد السكان (نسمة)                                         | 53.13 ألف                      | 6.86 مليون  |
| الكثافة السكانية (ن./كم²)                                 | 29.35 ألف                      | 28.97       |
| العاصمة                                                   | ماجورو                         | فيينتيان    |
| اللغة الرسمية                                             | لغة إنجليزية، اللغة المارشالية | اللغة اللاو |
| العملة                                                    | دولار أمريكي                   | كيب لاوي    |
| الناتج المحلي الإجمالي (بليون دولار)                      | 199.40 مليون                   | 16.85 مليار |
| الناتج المحلي الإجمالي (تعادل القوة الشرائية) بليون دولار | 207.25 مليون                   | 38.71 مليار |
| الناتج المحلي الإجمالي الاسمي للفرد دولار أمريكي          | 3.38 ألف                       | 1.82 ألف    |
| الناتج المحلي الإجمالي للفرد دولار أمريكي                 | 3.80 ألف                       |             |
| مؤشر التنمية البشرية                                      |                                | 0.575       |
| رمز المكالمات الدولي                                      | +692                           | +856        |
| رمز الإنترنت                                              | .mh                            | .la         |
| المنطقة الزمنية                                           | ت ع م+12:00                    | ت ع م+07:00 |

## منظمات دولية مشتركة
يشترك البلدان في عضوية مجموعة من المنظمات الدولية، منها:
| علم المنظمة | اسم المنظمة                   | تاريخ انضمام جزر مارشال | تاريخ انضمام لاوس |
| ----------- | ----------------------------- | ----------------------- | ----------------- |
|             | البنك الدولي للإنشاء والتعمير | 21 مايو 1992            | 5 يوليو 1961      |
|             | بنك التنمية الآسيوي           | 1990                    | 1966              |
|             | يونسكو                        | 30 يونيو 1995           | 9 يوليو 1951      |
|             | مؤسسة التمويل الدولية         | 23 سبتمبر 1992          | 29 يناير 1992     |
|             | منظمة الشرطة الجنائية الدولية | ?                       | ?                 |
|             | الأمم المتحدة                 | 17 سبتمبر 1991          | 14 ديسمبر 1955    |
|             | مؤسسة التنمية الدولية         | 19 يناير 1993           | 28 أكتوبر 1963    |
|             | منظمة حظر الأسلحة الكيميائية  | ?                       | ?                 |